# Balga Gabriella
Balga Gabriella (szlovákul Gabriela Balgová) (Nagykürtös, 1986. július 17. –) opera-énekesnő (lírai-koloratúr mezzoszoprán), a Magyar Állami Operaház kamaraénekesi címmel kitüntetett magánénekese.

## Életpályája
Nagykürtösön, majd Ipolyságon járt zeneiskolába, ahol hétéves korától szoprán, majd alt furulya szakon tanult, tizenkét éves korától pedig ezzel párhuzamosan elkezdte a klasszikus magánének szakot is. Első énektanára Michňa Angéla volt. Gyermekkorában gyakran részt vett népdalversenyeken, ahol kitűnő eredményeket ért el. 
2004-től a váci Pikéthy Tibor Zeneművészeti Szakközépiskola (Bakonyi Ilona), a következő évtől a budapesti Bartók Béla Konzervatórium (Fekete Mária) növendéke volt. 2008-ban felvették a Liszt Ferenc Zeneművészeti Egyetem klasszikus énekművész szakára, ahol énektanára mindvégig Pászthy Júlia volt, akivel a mai napig együtt dolgoznak. Részt vett Walter Moore, Nicholas Clapton, Jevgenyij Nyesztyerenko, Gwynne Geyer, Perencz Béla, Komlósi Ildikó mesterkurzusain.
2012-től, tehát még diákévei alatt a Magyar Állami Operaház magánénekese lett. 2012. szeptember 30-án Erkel Ferenc Hunyadi László című operájában debütált Hunyadi Mátyásként. Rendszeresen vendégszerepel vidéki és külföldi színházakban. Gyakran énekel oratóriumokat és ad dalesteket. Szívesen énekli kortárs zeneszerzők műveit.

## Szerepei
- Eugen d’Albert: Hegyek alján – Nuri
- Vincenzo Bellini: Norma – Adalgisa
- Engelbert Humperdinck: Jancsi és Juliska – Jancsi
- Kodály Zoltán: Háry János – Örzse
- Heinrich Marschner: A vámpír – Emmy
- Pietro Mascagni: Parasztbecsület – Santuzza
- Giacomo Meyerbeer: A hugenották – Urbain
- Wolfgang Amadeus Mozart: Figaro hazássága – Cherubino
- Wolfgang Amadeus Mozart: Così fan tutte – Dorabella
- Wolfgang Amadeus Mozart: A varázsfuvola – Második hölgy
- Francis Poulenc: A karmeliták beszélgetései – Megtestesülésről nevezett Marie anya
- Giacomo Puccini: Edgar – Tigrana
- Gioachino Rossini: A sevillai borbély – Rosina
- Gioachino Rossini: Olasz nő Algírban – Isabella
- Richard Strauss: Salome – Apród
- Richard Strauss: Az árnyék nélküli asszony – 5. meg nem született gyermek hangja; A császárné 3. szolgálója
- Giuseppe Verdi: Nabucco – Fenena

## Versenyek, ösztöndíjak, díjak
- 2010 Ari Kupsus Stipendium, a Zeneakadémián tanuló tehetséges diákoknak szóló díj.
- 2011 Simándy József Nemzetközi Énekverseny – 2.helyezés
- 2011 Iuventus Canti Nemzetközi Énekverseny – 1. helyezés és egyben a legjobb előadói díjat is.
- 2012 Gundel-díj
- 2012 Ari Kupsus álomdíja a Zeneakadémián tanuló tehetséges fiatal énekművésznek járó díj kiemelkedő teljesítményéért.
- 2012 Mándy Andor és neje által alapított díj, mely az Operaházban dolgozó fiatal énekesek kiemelkedő teljesítményét és munkáját díjazza.
- 2013 Bayreuthi ösztöndíj, melyet a magyar Wagner Társaság adományozott.
- 2015 Jakub Pustina Nemzetközi Énekverseny – 1.helyezés
- 2018 Rubányi Vilmos-díj a Norma Adalgisájaként nyújtott kiemelkedő, a szakma által is elismert alakításáért
- 2019/20 A Magyar Állami Operaház kamaraénekese
- 2020 Magyar Ezüst Érdemkereszt (polgári tagozat)